# ハツェリム空軍基地
ハツェリム空軍基地（Hatzerim Airbase） は、イスラエル航空宇宙軍の空軍基地である。イスラエル空軍 第6航空団 (6th Wing, Canaf 6) の飛行隊が所属する。イスラエル南部地区、ネゲヴ砂漠の北部、ベエルシェバ近郊（西側）、キブツ・ハツェリムの近くに位置し、イスラエル空軍博物館、空軍航空学校が併設されている。ICAOはLLHBである。

## 概要
ハツェリム空軍基地は、1960年代前半に建設され、1966年10月から稼動を開始した。建設された場所は、以前にはパレスチナ駐留イギリス軍の軍用飛行場が設置されていた場所であった。ハツェリム空軍基地には4つの滑走路があり、長さは1830mから2750mとなっている。イスラエル空軍の作戦部隊は北側の2本の滑走路を使用し、イスラエル空軍航空学校で南側の2本を使用する。イスラエル空軍航空学校は1950年にペタク・チクヴァの近くで開校し、その後テルノフ空軍基地に移ったが、1966年のハツェリム空軍基地の稼動に伴い、ハツェリムに移動し、現在もこの場所で活動している。
1977年からはハツェリム基地に隣接する敷地にイスラエル空軍博物館が設置され、多数の航空機が航空学校の生徒向けに展示された。1991年から、イスラエル空軍博物館は一般公開されるようになった。また、ハツェリム空軍基地には、T-6A テキサンII4機からなるイスラエル空軍の曲技飛行隊"IAF エアロバティックチーム"も所属している。
1998年には、イスラエル空軍に導入された新型機であるF-15I ラームが、ハツェリム空軍基地所属の第69飛行隊に配備された。

## 飛行隊
- 第69飛行隊（ハンマーズ・スコードロン、The Hammers Squadron）- F-15I Ra'am
- 第102飛行隊（フライングタイガー・スコードロン、The Flying Tiger Squadron）- TA-4J Ahit
- 第107飛行隊（ナイツ・オブ・ザ・オレンジ・テイル、The Knights of the Orange Tail Squadron）- F-16I Sufa
- 第123飛行隊（デザートバード・スコードロン、The Desert Birds Squadron）- UH-60 Black Hawk